# هاري دوف يونغ
هاري دوف يونغ هو مزارع الكروم وسياسي أسترالي، ولد في 5 يناير 1867، وتوفي في 20 يونيو 1944. نشط حزبياً في Liberal Union (South Australia) ‏ (16 أكتوبر 1923 – 16 أكتوبر 1923) (16 أكتوبر 1923 – 16 أكتوبر 1923) وتحالف الليبرالية والريفي (9 يونيو 1932 – 9 يونيو 1932). وقد انتخب عضو المجلس النيابي لجنوب أستراليا ‏ عن دائرة Electoral district of Murray (South Australia) ‏ وقد انضم خلال فترته النيابية (23 نوفمبر 1912 – 25 مارس 1927) للكتلة البرلمانية Liberal Union (South Australia) ‏ وانتخب عضو المجلس التشريعي لجنوب أستراليا ‏ عن دائرة Southern District (South Australian Legislative Council) ‏ وقد انضم خلال فترته النيابية (1 مارس 1927 – 28 مارس 1941) للكتلة البرلمانية Liberal Federation ‏.